# Knežja mušnica
Knežja mušnica (znanstveno ime Amanita caesarea), je gliva iz rodu mušnic (Amanita). Znana je tudi pod različnimi domačimi imeni: karželj, žrdana in blagva,
V Sloveniji je redka in zaščitena. Njeno ime se nanaša na to, da je bila priljubljena med starorimskimi vladarji, še posebej je v zapisih omenjena kot najljubša goba rimskega cesarja Klavdija.

## Značilnosti
Klobuk ima v premeru od 8 do 20 cm. Sprva je skoraj kroglast in obdan z belo lupino, ki spominja na jajce, nato obokan, pri starejših gobah pa ploščat. Površina gladka in gola, včasih z ostanki lupine. Robovi klobuka so nažlebkani, barva je živo oranžna do rdečeoranžna in kasneje zbledi v zlato rumeno in bledo rumeno.
Lističi so prosti in gosti. Sprva so bledo rumene barve, kasneje postanejo zlato rumeni.
Bet je visok do 16 cm, skoraj valjast, z rahlo odebeljenim dniščem, ki je obdano z veliko belo razpočeno lupino. Sprva je poln in se kasneje izvotli. Ima velik, rumen, viseč obroček.
Meso je belo, le pod kožo zlato rumeno. Okus in vonj sta neizrazita.

## Razširjenost in življenjski prostor
Razširjena je v južni Evropi in severni Afriki, kar se ujema z območjem, ki ga je zasedalo rimsko cesarstvo. Tudi zaradi tega, ker naj bi se pogosteje pojavljala ob starih rimskih cestah, se domneva, da bi jo iz Italije lahko naokoli razširili rimski trgovci in vojaki.
Pojavljajo se od julija do oktobra v svetlih in toplih listnatih gozdovih pod hrasti, kostanjem in redkeje pod bukvami. Z drevesi tvori mikorizno sožiteljsko razmerje.

## Mikroskopske značilnosti
Trosni odtis je rahlo rumenkaste barve. Trosi so jajčasti, gladki, neamiloidni in merijo 9–12 x 6–7 μm.

## Podobne vrste
- rdeča mušnica (Amanita muscaria) nima v dnišču lupine, ki spominja na jajce
- oranžni lupinar (Amanita crocea) nima obročka na betu

## Uporabnost
Užitna, a ker je v Sloveniji zavarovana je ne nabiramo.
Raziskava vsebnosti težkih kovin v vzorcih gob, med katerimi je bila tudi knežja mušnica, je pokazala ravni kadmija in svinca, ki so bile štirikrat višje od dovoljene v gojenih gobah po standardih Evropske unije. Študija je zaključila, da bi lahko bilo dolgotrajno uživanje gob, ki rastejo na onesnaženih območjih potencialno škodljivo.